# Ñandú
«Ньянду́» (исп. Ñandú — «нанду») — аргентинский армейский автомобиль повышенной проходимости, разработка инженеров управления DGME во главе с Марти́ном Ройтером. Предназначался для оснащения войск Аргентины, однако после выпуска четырёх прототипов в серию не пошёл. Первый аргентинский внедорожник («джип»).

## Предыстория
Аргентина во Второй мировой войне соблюдала нейтралитет, что исключило её из списка стран, получателей военной и экономической помощи США по ленд-лизу. Однако фактически Буэнос-Айрес симпатизировал странам Оси. Это создавало предпосылки возможного американо-бразильского вторжения. Бразильский посол в Вашингтоне указал, что Буэнос-Айрес мог быть полностью разбомблен бразильскими ВВС. В этих условиях в Аргентине началась усиленная разработка и производство военной техники и снаряжения — двигатели «Гаучо», бомбардировщики «Калькин», учебные самолёты DL и Tu-Sa, танк «Науэль» и прочее.

## Разработка

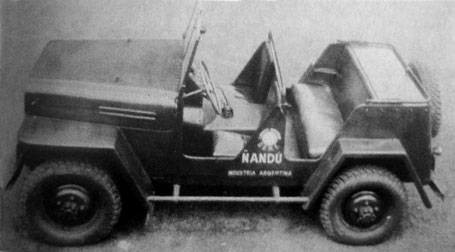
Ñandú

Работа над проектом лёгкого транспортного средства для армии была начата в 1943 году. Автомобиль, названый в честь южноамериканских «страусов» «Ньянду», являлся аналогом выпускавшегося на тот момент в США 1/4-тонного автомобиля GP (Jeep). Группу инженеров возглавил Мартин Ройтер, офицер запаса и работник столичного Arsenal Esteban de Luca. Сокращение товарооборота вынуждало аргентинцев свести к минимуму наличия в машине иностранных компонентов. В итоге, двигатель и коробка передач были спроектированы и произведены в Аргентине. Как и в случае с танком «Науэль», в производстве «Ньянду» применялась широкая кооперация. Двигатель был собран фирмой Fundiciones Santini, компоненты из стали отливались на заводе Siemens Martin. Сборка производилась на Arsenal Esteban de Luca. Первый прототип был представлен на военном параде 9 июля 1945 года, а 11 сентября начал проходить тестовые испытания, но, запрос на серийное производство был направлен в Министерство экономики только в 1946 году.

## Конструкция
«Ньянду» представлял собой открытую низкопрофильную машину, оснащавшуюся бензиновым двигателем мощностью 85 л. с. и независимой подвеской всех колёс.

## Конец проекта
Окончание Второй мировой войны ознаменовало появление на мировом рынке огромного количества оружия и военной техники по бросовым ценам. Это поставило крест на планы серийного производства «Ньянду». Армией на вооружение он принят не был, а президент Центрального банка Аргентинской Республики Мигель Миранда решил импортировать из Бельгии «виллисы» по $ 700 за единицу, что было намного дешевле собственного производства.
Прототип № 1 был куплен частным музеем в Аргентине, остальные были проданы с аукциона.